# Cupra Born
Cupra Born — перший серійний електромобіль компанії Cupra, що вийшов на ринок 25 травня 2021 року.

## Опис

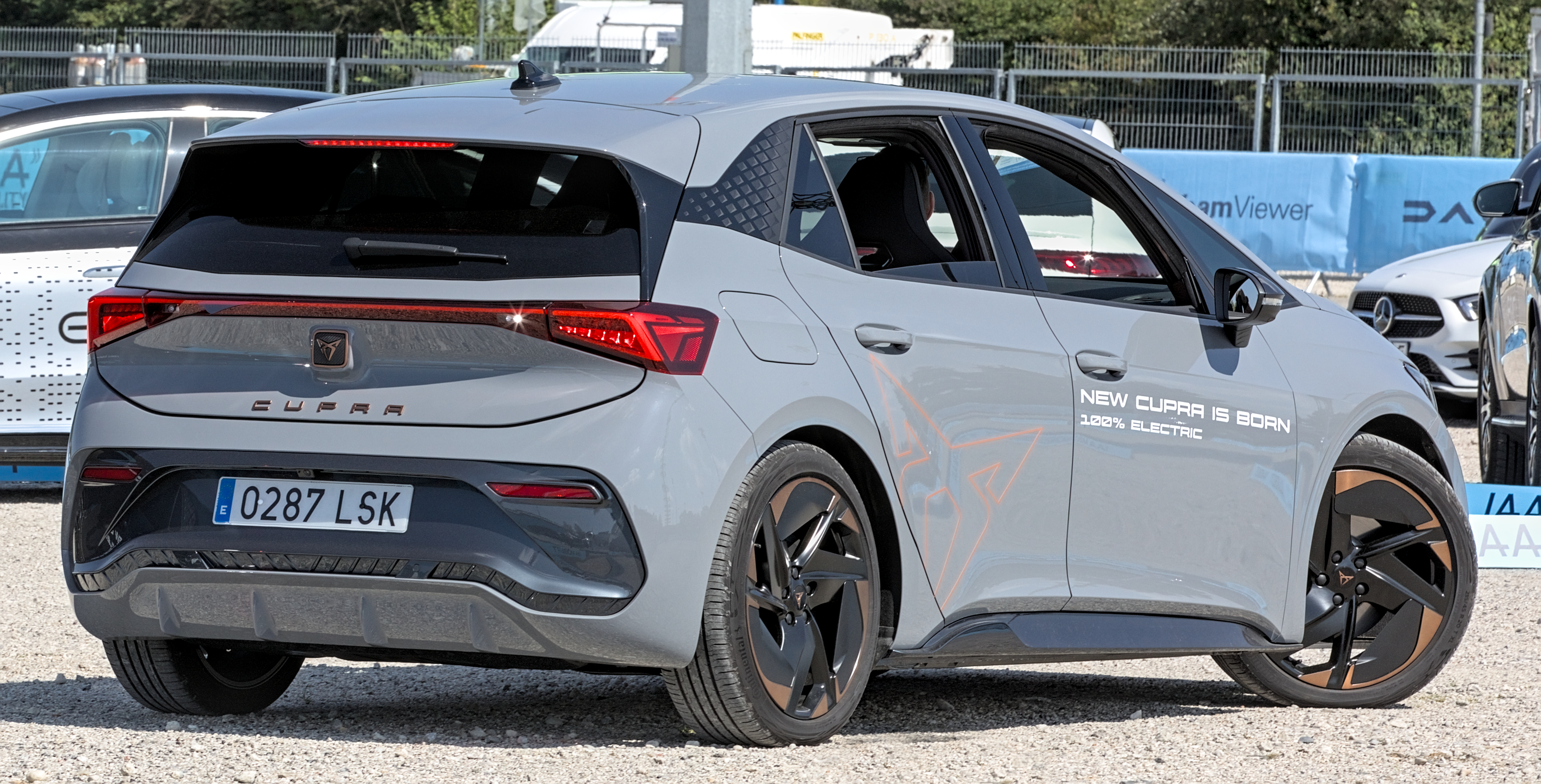

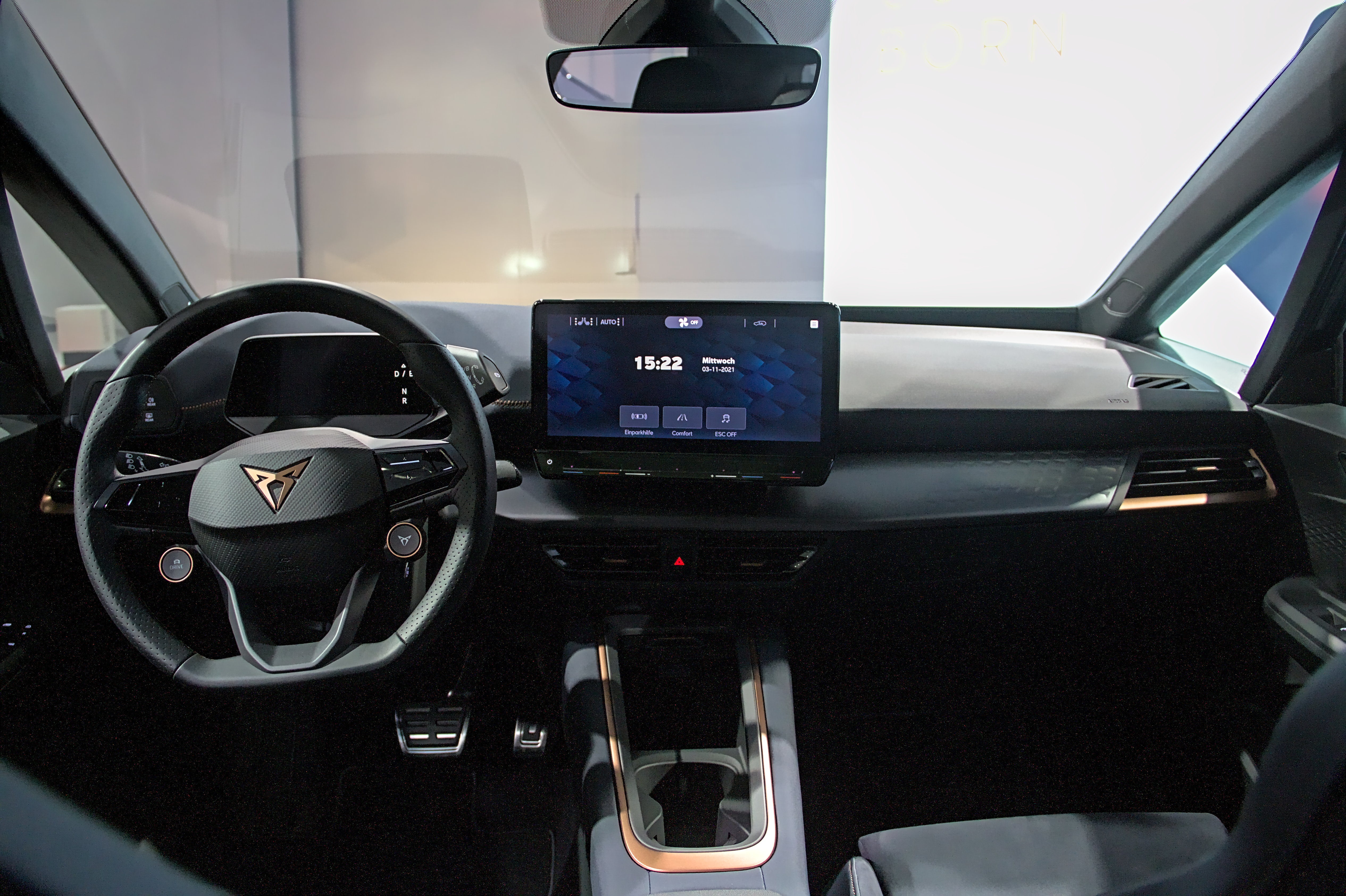
Салон

Автомобіль базується на платформі MEB, що й Volkswagen ID.3. На платформі MEB акумулятор встановлюється плоско в підлогу автомобіля.
el-Born комплектується електродвигуном потужністю 204 к. с. і крутним моментом 310 Н·м та трьома тяговими батареями на вибір: 45, 58 і 77 кВт·год. Запас ходу підтверджений виробником в діапазоні від 330 до 550 км за складним циклом WLTP (за NEDC це було б приблизно до 710 км).
Від 100-кіловатної зарядної колонки автомобіль може отримати 290 км ходу за 30 хвилин.
Гарантія на акумулятор складає вісім років або 160 000 км.

### Модифікації
| Модель | Потужність, к. с. | Крутний момент, Н·м | Акумулятор, кВт·год | Акумулятор, кВт·год | Пробіг WLTP |
| Модель | Потужність, к. с. | Крутний момент, Н·м | брутто              | нетто               | Пробіг WLTP |
| ------ | ----------------- | ------------------- | ------------------- | ------------------- | ----------- |
|        | 150               | 275                 | 48                  | 45                  | км          |
|        | 204               | 310                 | 62                  | 58                  | 319—426 км  |
|        | 231               | 310                 | 82                  | 77                  | км          |

## Виробництво
| Рік  | Вироблено |
| ---- | --------- |
| 2021 | 4 801     |
| 2022 | 36 153    |